# Dorcopsis
Dorcopsis é um gênero marsupial da família Macropodidae.

## Espécies
- Dorcopsis atrata van Deusen, 1957
- Dorcopsis hageni Heller, 1897
- Dorcopsis luctuosa (D'Albertis, 1874)
- Dorcopsis muelleri (Lesson, 1827)